# كيستوتيس جلافيكاس
كيستوتيس جلافيكاس (30 أبريل 1949 - 30 أبريل 2021) سياسي من ليتوانيا.
ولد جلافيكاس وتوفي في فيلنيوس. في عام 1990 كان من بين أولئك الذين وقعوا على قانون إعادة تأسيس دولة ليتوانيا.